# Philanthus triangulum
El lobo europeo de las abejas (Philanthus triangulum) es una especie de himenópteros apócritos de la familia Crabronidae. Son avispas solitarias predadoras, sus presas son abejas, incluyendo la abeja melífera, de allí el nombre común, lobo de abejas.

## Características
Esfécído de 12 a 18 mm de longitud, con aspecto típico de las avispas, se distingue por el gran tamaño de la cabeza y por su diseño negro y amarillo muy marcado. Las hembras son más grandes y tienen una cara pálida con una línea rojiza detrás de los ojos.
Además de abejas domésticas caza otras especies como Andrena flavipes, Lasioglossum zonulus y Nomada spp. en Inglaterra así como abejas de los géneros Dasypoda, Halictus y Megachile en Europa continental. Se calcula que cada hembra puede llegar a cazar 100 abejas en su vida.

## Distribución
En gran parte de Europa y en la región afrotropical. En España habita por toda la península, aunque antes era más abundante. La desaparición de su hábitat, céspedes pobres y campiñas en explotación extensiva la están haciendo más rara.